# Stephen E. Harris

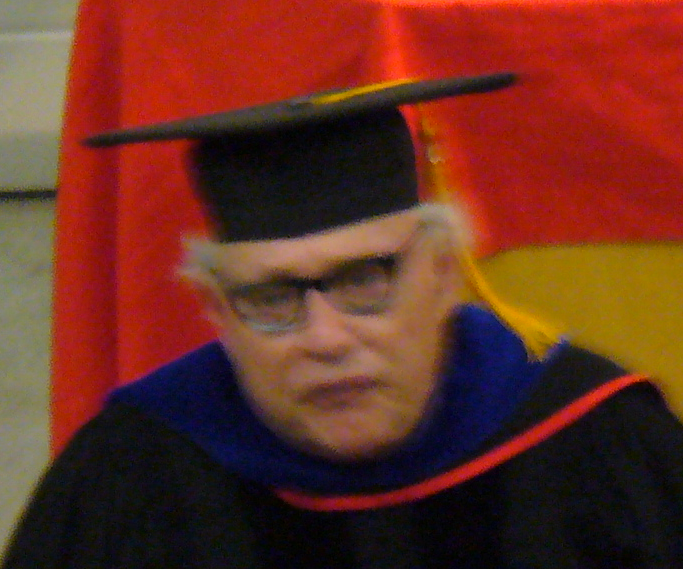
Stephen E. Harris

Stephen Ernest Harris (* 29. November 1936 in Brooklyn) ist ein US-amerikanischer Physiker und Elektroingenieur, bekannt für Beiträge zur Laserphysik und nichtlinearen Optik.
Harris studierte Elektrotechnik am Rensselaer Polytechnic Institute (Bachelor 1959) und an der Stanford University, wo er 1961 seinen Master-Abschluss machte und 1963 bei Anthony E. Siegman promoviert wurde (Demodulation of frequency-modulated light). Noch während des Studiums war er 1959/60 Mitglied der Bell Laboratories und 1961 bis 1963 bei Sylvana Electronics Systems. 1963 wurde er Assistant Professor, 1967 Associate Professor und 1971 Professor für Elektrotechnik an der Stanford University. Seit 1979 ist er außerdem Professor für Angewandte Physik (Kenneth and Barbara Oshman Professor). 1983 bis 1991 war er als Nachfolger von Siegman Direktor des Edward-L.-Ginzton-Labors in Stanford. 1993 bis 1996 leitete er die Fakultät für Angewandte Physik.
Er erfand in den 1960er Jahren den FM-Laser (FM für Frequenzmodulation).
Harris entwickelte in den 1980er Jahren Vorschläge für Laser im extremen UV- und Röntgenbereich.
Ende der 1980er Jahre war er an der Entwicklung der elektromagnetisch induzierten Transparenz (EIT) beteiligt. Die Idee war in einem Vorschlag von Harris zu Lasern ohne Inversion enthalten und wurde unabhängig von Olga Kocharovskaya und Ya. I. Khanin in der Sowjetunion vorgeschlagen. Sie wurde von Harris 1991 mit Klaus Boller und Atac Imamoglu in Strontium- und Blei-Gas demonstriert.
Er veröffentlichte über 220 wissenschaftliche Aufsätze (2010) und hält 16 Patente.
1976 war er Guggenheim-Fellow. Er ist Fellow der IEEE, der Optical Society of America und der American Physical Society. 1977 wurde er Fellow der National Academy of Engineering, 1981 der National Academy of Sciences, 1995 der American Academy of Arts and Sciences und 1994 der American Association for the Advancement of Science.
1965 erhielt er den Alfred Noble Prize der American Society of Civil Engineers, 1981 den David Sarnoff Award der IEEE und 1994 deren Quantum Electronics Award. 1985 erhielt er den Charles Hard Townes Award der Optical Society of America (OSA) und 1999 deren Frederic Ives Medal, 2002 den Arthur-L.-Schawlow-Preis für Laserphysik und 2007 den Harvey-Preis. 2013 wurde er zum Ehrenmitglied der OSA ernannt, für 2020 wurde ihm der Willis-E.-Lamb-Preis zugesprochen.

## Schriften
- Electrically induced transparency. In: Physics Today. Band 50, Nr. 7, 1997, S. 36, doi:10.1063/1.881806 (stanford.edu [PDF]).